# Silló István
Silló István (Budapest, 1968. szeptember 13. –) magyar karmester, zeneszerző, egyetemi tanár.

## Életpályája
1982–1986 között a Bartók Béla Zeneművészeti Szakközépiskola tanulója volt. 1986–1990 között a Liszt Ferenc Zeneművészeti Főiskola hallgatója volt. 1986–1990 között a Magyar Rádió Szimfonikus Zenekarának állandó kisegítője volt. Tanulmányai alatt korrepetitorként is dolgozott, 1987–1988 között a Szakiskola ének tanszakán, 1988–1990 között a Főiskola klarinét tanszékén.
1990-től a Színház- és Filmművészeti Főiskola óraadó, majd kinevezett tanára. 1990–1993 között a József Attila Színház zenei vezetője volt.1993–1996 között a Budapesti Kamaraszínház zenei vezetője volt.1996–2008 között a Budapesti Operettszínház karnagya volt.2005-től visszatérő vendége volt a Szegedi Szabadtéri Játékoknak. 2008-tól a Nemzeti Színházban a főigazgató zenei tanácsadója és a színház előadásainak dirigense.2009-től a Bukaresti 'Ion Dacian' Nemzeti Operettszínház első vendégkarmestere.2010–2013 között az Óbudai Danubia Zenekar karmestere volt.2012-től a Győri Nemzeti Színház zeneigazgatója, karnagya.

## Magánélete
Felesége Rácz Rita operaénekes volt (2009–2014).

## Díjai, elismerései
- Artisjus-díj (2007)
- Hevesi Sándor-díj (2014)
- Szent István-díj (2019)[11]
- Megyei Prima-díj (2022)[12]
- A Magyar Érdemrend lovagkeresztje (2025)